# おむすびコロリン
『おむすびコロリン』は、1969年（昭和44年）4月2日から同年9月24日まで、TBS系列の毎週水曜日20:00 - 20:56の枠で放送されていたテレビドラマ。全15話。

## 概要
ヒロイン・細野文江は、東欧大学で児童心理学を専攻する大学生。家に帰れば母親代わりとして、父・新兵衛や妹、弟の世話をしている。こういう事もあって、大学へはいつもおむすびを持って行っている。ボーイフレンドの松田明夫はいつも文江をからかっているが、心の中ではそんな文江の事情を汲んで同情していた。若者たちの生き方と、明治気質を頑固に守ろうとする親父たちの世代、この二つの世代のコントラストをユーモアを交え明朗に描いた。 
関口・益田・加藤はレギュラーでナイターと隔週で放送された。

## キャスト
- 細野文江：九重佑三子
- 松田明夫：関口宏
- 細野新兵衛：益田喜頓
- 松田久作：花沢徳衛 - 明夫の父
- 細野淳：小山伸一 - 文江の弟
- 細野雪江：深沢裕子 - 文江の妹
- 花小路広照：加藤芳郎
- 花小路絹子：坪内美詠子
- 平吉：ジェリー藤尾
- 珍さん：青空はるお
- 古道具屋：青空あきお
- とき：高杉早苗
- 良子：吉田未来
ほか

## スタッフ
- 脚本：安倍徹郎、宮内婦貴子、眞弓典正、恩田誘
- 演出：中平康（全話担当）
- 制作：TBS

## サブタイトル
| 話数 | 放送日        | サブタイトル                 | 脚本       | ゲスト                                                           |
| ---- | ------------- | ---------------------------- | ---------- | ---------------------------------------------------------------- |
| 1    | 1969年 4月2日 | パジャマと十円玉             | 安倍徹郎   | 芳太郎：鈴木やすし                                               |
| 2    | 4月9日        | 捨子に、迷子に、家出っ子の巻 | 宮内婦貴子 | 舟橋元                                                           |
| 3    | 4月23日       | 男でござる                   | 安倍徹郎   | 大山：太宰久雄                                                   |
| 4    | 5月7日        | 風にふかれた魔法の粉         | 宮内婦貴子 | 秋田春江：春川ますみ                                             |
| 5    | 5月14日       | それ行け! 坐り込み           | 安倍徹郎   | 多門健太：中村光輝、多門金太：桑山正一、大金：上田吉二郎、蔵忠芳 |
| 6    | 5月28日       | 青葉しげれる                 | 安倍徹郎   | フォー・ナイツ：フォーリーブス                                   |
| 7    | 6月11日       | 幻の昔の恋人                 | 恩田誘     | 桜むつ子、吉村：佐伯勇                                           |
| 8    | 6月25日       | 三千万円はハシタ金           | 安倍徹郎   | 山野六平：三波伸介、沢村智恵：加藤和枝、夕子：宮地晴子           |
| 9    | 7月9日        | 海がみたい!                  |            |                                                                  |
| 10   | 7月23日       | 本命・対抗・大穴!!           |            | 浅野順子                                                         |
| 11   | 8月13日       | おゝ! ヤマトなでしこ         | 眞弓典正   | アグネス・オリベ：デボラ・シーマン                               |
| 12   | 8月27日       | 二人をほっといて             | 恩田誘     | 高峰隆：本郷功次郎                                               |
| 13   | 9月10日       | ズボンと風鈴                 | 安倍徹郎   | 金原寅介：小島三児、三郎：東八郎、笹本：原田健二、しず：目黒幸子 |
| 14   | 9月17日       | 追っかけて!                  | 恩田誘     |                                                                  |
| 15   | 9月24日       | バトン・タッチ               | 安倍徹郎   |                                                                  |